# خوليو ألبرتو مورينو
خوليو ألبرتو مورينو (بالإسبانية: Julio Alberto Moreno)‏ ، من مواليد 7 أكتوبر 1958 ، لاعب كرة قدم إسباني سابق.
لعب مع منتخب إسبانيا لكرة القدم.

## روابط خارجية
- خوليو ألبرتو مورينو على موقع الاتحاد الدولي (مؤرشف)  (الإنجليزية)
- خوليو ألبرتو مورينو على موقع الاتحاد الأوربي (الإنجليزية)
- خوليو ألبرتو مورينو على موقع قاعدة بيانات كرة القدم.إي يو (الإنجليزية)
- خوليو ألبرتو مورينو على موقع ناشيونال فوتبول تيمز (الإنجليزية)